# Wampir w Brooklynie
Wampir w Brooklynie (ang. Vampire in Brooklyn lub Wes Craven's Vampire in Brooklyn) – amerykański film fabularny (komedia grozy) powstały w 1995 roku w reżyserii Wesa Cravena, twórcy filmów grozy. W filmie w rolach głównych wystąpili Eddie Murphy i Angela Bassett, Murphy jest także współodpowiedzialny za scenariusz, odegrał również dwie role epizodyczne.

## Obsada
- Eddie Murphy – Maximillian/wielebny Pauly/Guido
- Angela Bassett – detektyw Rita Veder
- Allen Payne – detektyw Justice
- Kadeem Hardison – Julius Jones
- John Witherspoon – Silas Green
- Zakes Mokae – dr. Zeko
- Joanna Cassidy – kpt. Dewey
- Simbi Khali − Nikki
- Jsu Garcia − Anthony
- W. Earl Brown − Thrasher
- Mitch Pileggi − gangster Tony

## Fabuła
Z karaibskiej wyspy przypływa do Nowego Jorku statek z pół człowiekiem, pół wampirem na pokładzie. Jest nim uwodzicielski i szarmancki Maximillian − potomek legendarnej strzygi, w popkulturze zakorzenionej pod imieniem Nosferatu. Upiór ma za zadanie przedłużyć wygasającą linię wampirzego rodu; w tym celu obiera sobie na swojego sługę brawurowego mieszkańca Brooklynu, Juliusa. Od tego momentu obydwaj rozpoczynają poszukiwania brooklyńskiej rezydentki, funkcjonariuszki policyjnej, Rity Veder, która − choć nieświadoma − jest przedstawicielką tej samej rasy, co Maximillian.